# باغ شماره ۲
باغ شماره ۲ مربوط به اواخر دوره قاجار است و در کرمان، خیابان مدیریت، کوچه سجادیه، پلاک ۵۳ واقع شده و این اثر در تاریخ ۷ مهر ۱۳۸۱ با شمارهٔ ثبت ۶۱۲۳ به‌عنوان یکی از آثار ملی ایران به ثبت رسیده است.